# Meister des Rankweiler Gnadenbildes
Als Meister des Gnadenbilds von Rankweil oder Meister des Rankweiler Gnadenbildes wird in der Kunstgeschichte manchmal der spätgotische Bildschnitzer bezeichnet, der um 1460 eine Marienfigur geschaffen hat. Dieses Gnadenbild genannte Werk des namentlich nicht sicher bekannten Künstlers ist Mittelpunkt des Altars in der Wallfahrtskirche Unserer Lieben Frauen Mariä Heimsuchung in Rankweil im österreichischen Bundesland Vorarlberg und gab dem Meister seinen Notnamen. Heute wird der Meister des Gnadenbilds von Rankweil meist mit dem Bildhauer Hans Rueland identifiziert, von dem einige weitere Werke in der Region erhalten geblieben sind.

## Gnadenbild Rankweil
Die spätgotische Figur Maria mit Kind in Rankweil wurde 1757 in den vergoldeten Rokokoaltar integriert, der in der besonders für das Gnadenbild 1657/58 erbauten Kapelle steht. Diese an den Hauptraum der Kirche angebaute Kapelle war vom erzherzoglichen Kammerrat zu Innsbruck und Hubmeister der Herrschaft Feldkirch, Johann Christoph von der Halden zu Haldenegg, gemeinsam mit seiner Frau Maria Barbara für das Gnadenbild gestiftet worden und zeigt die seit dem 14. Jahrhundert fortbestehende Bedeutung und Ehrung des Bildes als bedeutendes katholisches Wallfahrtsziel der Region auch nach der Zeit der Reformation in Vorarlberg.

## Werke (Auswahl)
Neben der Figur des Gnadenbildes werden dem Meister des Gnadenbilds von Rankweil z. B. weiter Figuren der Anna selbdritt sowie der Heiligen Katharina und Barbara in der Anna-Kapelle in Pfronten-Rehbichl zugeschrieben.
Eine Akzeptanz der Identifizierung des Meister des Gnadenbilds von Rankweil mit dem Bildhauer Hans Rueland lässt den Werkkatalog des Meisters in dem dieses Bildhauers aufgehen.